# Sierra de Luna
Sierra de Luna és un municipi d'Aragó situat a la província de Saragossa i enquadrat a la comarca de Las Cinco Villas.